# Allen & Company
Allen & Company LLC ist eine spezialisierte Investmentbank mit Hauptsitz in New York City. Das Unternehmen wird privat gehalten, ist nicht börsennotiert und gilt als eines der wenigen verbliebenen Familienunternehmen an der Wall Street. Allen & Company, das seit 2002 von Herbert Allen III, dem Großneffen des Gründers, geleitet wird, scheut im Allgemeinen die Öffentlichkeit und unterhält weder eine Website noch gibt es Pressemitteilungen heraus. Eine Ausnahme ist die von dem Unternehmen organisierte jährliche Sun Valley Conference in Idaho, bei der zahlreiche Eliten aus Medien, Wirtschaft und Technologie zusammentreffen.

## Geschichte
Das Unternehmen wurde 1922 von Charles Robert Allen, Jr. gegründet, der beim Aufbau des Unternehmens von seinen Brüdern Herbert A. Allen, Sr. und Harold Allen unterstützt wurde. Allen & Company gilt allgemein als Investmentbank und Beratungsunternehmen mit einer besonderen Spezialisierung auf Immobilien, Technologie und den Medien- und Unterhaltungssektor. Neben Vermögensverwaltung für wohlhabende Klienten ist Allen & Company als Investmentbank auf Börsengänge und Mergers & Acquisitions spezialisiert und arbeitet dabei mit einem kleinen und exklusiven Kreis von Klienten zusammen. Aufgrund der wenigen Informationen über das Unternehmen wurde es mit einer „Geheimgesellschaft“ verglichen.
1973 erwarb Allen & Company eine Beteiligung an Columbia Pictures. Als das Unternehmen 1982 an die Coca-Cola Company verkauft wurde, erzielte Allen & Company einen erheblichen Gewinn. Danach erhielt Herbert Allen, Jr. einen Platz im Vorstand von Coca-Cola und Coca-Cola gehörte danach zu den wichtigsten Klienten von Allen & Company.
Seit ihrer Gründung im Jahr 1983 hat die Allen & Company Sun Valley Conference hochkarätige Teilnehmer wie Bill Gates, Warren Buffett, Rupert Murdoch, Barry Diller, Michael Eisner, Oprah Winfrey, Jeff Bezos, Bill Gates, Elon Musk, Mark Zuckerberg oder Bob Iger angezogen. Die Konferenz hat sich zu einem der wichtigsten Events für Networking und die Anbahnung von Unternehmensübernahmen in der Wirtschaft in den Vereinigten Staaten entwickelt.
2008 stellte Allen & Company den ehemaligen CIA-Direktor George Tenet ein. Auch die Politiker Bob Kerrey (ehemaliger Gouverneur von Nebraska) und Bill Bradley (Senator für New Jersey) arbeiteten für das Unternehmen.
Allen & Company war an den Börsengängen von Google (2004), Facebook (2012) und Twitter (2017) beteiligt. Das Unternehmen war auch an vielen der bedeutendsten Unternehmensübernahmen beteiligt. Dazu gehörten u. a. die Übernahme von WhatsApp durch Facebook (2014), von Charter Communications durch Time Warner (2015), von AOL durch Verizon (2015), von LinkedIn durch Microsoft (2016) und von Jet.com durch Walmart (2016). Die Übernahme von Time Warner durch AT&T für über 85 Milliarden US-Dollar (2016) brachte den beteiligten Banken (darunter Allen & Company) knapp 390 Millionen an Beratungsgebühren ein.